# Parksville-Qualicum (circonscription britanno-colombienne)
Pour les articles homonymes, voir Parksville et Qualicum.
Circonscription électorale provinciale du Canada
Parksville-Qualicum (ancienne Parksville-Qualicum (1991-2001) et Nanaimo-Parksville (2001-2009)) est une ancienne circonscription provinciale de la Colombie-Britannique représentée à l'Assemblée législative de la Colombie-Britannique de 1991 à 2024.

## Géographie
En 2020, la circonscription représente une partie du district régional de Nanaimo. Les villes représentées sont Parksville, Qualicum Beach et une partie de Nanaimo, ainsi que les communautés de Lantzville, Nanoose Bay, Dashwood, French Creek (en) et Nanoose Bay.

## Liste des députés
| Législature         | Années              | Député              | Député              | Parti               |
| Parksville-Qualicum | Parksville-Qualicum | Parksville-Qualicum | Parksville-Qualicum | Parksville-Qualicum |
| ------------------- | ------------------- | ------------------- | ------------------- | ------------------- |
| 35e                 | 1991–1996           |                     | Leonard Krog        | Néo-démocrate       |
| 36e                 | 1996–1998           |                     | Paul Reitsma        | Libéral             |
| 36e                 | 1998-2001           |                     | Judith Reid         | Libéral             |
| Nanaimo-Parksville  |                     |                     |                     |                     |
| 37e                 | 2001–2005           |                     | Judith Reid         | Libéral             |
| 38e                 | 2005–2009           |                     | Ron Cantelon        | Libéral             |
| Parksville-Qualicum |                     |                     |                     |                     |
| 39e                 | 2009–2013           |                     | Ron Cantelon        | Libéral             |
| 40e                 | 2013–2017           |                     | Michelle Stilwell   | Libéral             |
| 41e                 | 2017–2020           |                     | Michelle Stilwell   | Libéral             |
| 42e                 | 2020–2024           |                     | Adam Walker         | Néo-démocrate       |